# باولا أندريا بيتانكور
باولا أندريا بيتانكور (بالإسبانية: Paula Andrea Betancourt)‏ هي عارضة فنية ‏ وعارضة كولومبية، ولدت في 1 يونيو 1972 في ليتيسيا في كولومبيا.